# Urochloa
Urochloa là một chi thực vật có hoa trong họ Hòa thảo (Poaceae).

## Loài
Chi Urochloa gồm các loài: